# Assunta Scutto
Assunta Scutto, nota anche come Susy Scutto (Napoli, 17 gennaio 2002), è una judoka italiana. Si è laureata campionessa del mondo nel 2025 nei -48 kg 

## Biografia
È cresciuta nello Star Judo Club Maddaloni. In seguito è stata tesserata per il Gruppo Sportivo delle Fiamme Gialle.
Ha partecipato ai mondiali di Tashkent 2022 e Doha 2023, guadagnando in entrambi i casi la medaglia di bronzo nel torneo dei -48 kg.. Ha poi conquistato, nella medesima specialità, la medaglia d'argento ai campionati mondiali del 2024 svoltisi ad Abu Dhabi ed è salita sul gradino più alto del podio ai mondiali di Budapest dell'anno successivo.

## Palmarès
- Mondiali

Tashkent 2022:  Bronzo nella categoria 48 kg;
Doha 2023:  Bronzo nella categoria 48 kg;
Abu Dhabi 2024:  Argento nella categoria 48 kg;
Budapest 2025:  Oro nella categoria 48 kg;
- Europei

Podgorica 2025:  Bronzo nella categoria 48 kg;